# Mosquiter d'ulleres de coroneta grisa
El mosquiter d'ulleres de coroneta grisa (Phylloscopus tephrocephalus) és una espècie d'ocell de la família dels fil·loscòpids (Phylloscopidae). Es troba a la Xina, l'Índia, Laos, Myanmar, Tailàndia i Vietnam. Els seus hàbitats principals són els boscos temperats, els boscos tropicals i subtropicals de frondoses humits de les terres baixes i de l'estatge montà i els matollars tropicals i subtropicals (secs i humids). El seu estat de conservació es considera de risc mínim.